# Massimo Mattioli
Massimo Mattioli (Roma, 25 settembre 1943 – Roma, 23 agosto 2019) è stato un fumettista, illustratore, scrittore e sceneggiatore italiano.

## Biografia
Mattioli esordì nel 1967 su Il Vittorioso con il Vermetto Sigh. Un anno dopo si trasferì a Londra, dove realizzò vignette sulla rivista Mayfair, e nello stesso anno a Parigi, dove disegnò le avventure di M le magicien per la rivista Pif, come pure lo zoo pazzo, ideato dal futuro direttore di Diabolik Mario Gomboli.
Inoltre contribuì al periodico Plexus.
Nei primi anni settanta, di nuovo in Italia, creò Pasquino per il quotidiano Paese Sera.
Nel 1973 iniziò la ultraquarantennale collaborazione con Il Giornalino creando il personaggio di Pinky, surreale coniglietto rosa giornalista, simbolo del settimanale edito dalle Edizioni San Paolo.
La pubblicazione di Pinky terminò nel 2014.
Nel 1977 fondò con Stefano Tamburini e Marco D'Alessandro la rivista underground-alternativa Cannibale, nella quale entrarono poi Filippo Scozzari, Andrea Pazienza e Tanino Liberatore. Nel 1979 pubblicò sul periodico satirico Il Male le prime avventure di Joe Galaxy, proseguite nel 1980 su Frigidaire, nel 1988 sul mensile Comic Art e nel 1992 su Lupo Alberto Magazine.
Nel 1980 per Frigidaire creò la serie Squeak the Mouse, ironico topolino sanguinario, raccolto in volume dalla Primo Carnera Editore. In Francia l’editore Albin Michel lo pubblicò nel 1984, e poi il seguito, Squeak the Mouse 2, nel 1992.
Negli anni novanta proseguì la serie sulla rivista Blue. Partecipò come attore alla versione teatrale del personaggio, allo Spazio Zero di Roma e al Bains Douches di Parigi.
Nel 1989 fu chiamato a Londra negli studi della EMI dal cantante inglese Robert Palmer per progettare un video clip animato basato sulla sua canzone “Change his ways“.
Pubblicò sulle riviste Artefact, L'Echo des Savanes, Lupo Alberto Magazine, Vogue, Vanity, Corto Maltese, Alter, El Vibora, Blue e Lapin.
Realizzò illustrazioni per la pubblicità. Nel 1999 partecipò al volume antologia Comix 2000 edito in Francia da L’Association per festeggiare il nuovo millennio.
Tra i riconoscimenti professionali ebbe il premio francese Phénix nel 1971, lo Yellow Kid al Lucca Comics & Games nel 1975, il Romics d'Oro al Romics 2009 e il Premio Micheluzzi nel 2010 e nel 2012 per Pinky.
Espose le sue opere nella Galleria d’Arte Moderna di Bologna (1982), nello Studio Marconi Gallery (1984), nello Spazio Memphis (1985), allo Swatch Street Painting di Basilea (1987), al Salão Lisboa (1999) e al Musée des Arts Décoratifs/La Galerie des Jouets a Parigi (2007).
Parallelamente all’attività di autore di fumetti e di illustratore, scrisse racconti e sceneggiature per il cinema e la televisione.

## Opere principali
- Joe Galaxy
- Bam-Boom
- M le magicien
- Pinky
- Squeak the Mouse
- Superwest

In volume
- Pinky, 1979, Epipress, Milano
- Joe Galaxy e le perfide lucertole di Callisto IV°, 1982, prefazioni di Francesca Alinovi e Astro Vitelli (pseudonimo di Roberto Freak Antoni), Primo Carnera Editore, Roma
- Squeak the Mouse, 1984, Primo Carnera Editore, Roma (ristampa Blue Press, Roma 1994)
- Joe Galaxy, 1990, Comic Art, Roma
- Squeak the Mouse 2, 1992, Albin Michel, Parigi (ristampa Blue Press, Roma 1994)
- Pinky. Il clik più veloce del mondo, 2006, Arnoldo Mondadori Editore, Milano
- Pinky, 2009, Arnoldo Mondadori Editore, Milano
- Bazooly Gazooly - Antologia, 2019, COMICON, Napoli
- Squeak the Mouse - L'integrale, 2019, Coconino Press, Roma
- Superwest - L'integrale, 2019, Panini Comics, Modena
- Joe Galaxy - Space Wonders & Horrors, 2019, Coconino Press, Roma

## Riconoscimenti
- Premio Yellow Kid al Salone Internazionale dei Comics (1975)